# MUMPS
MUMPS (Massachusetts General Hospital Utility Multi-Programming System) est un langage de programmation développé par Neil Pappalardo dans le laboratoire vétérinaire du Dr Octo Barnett à l'hôpital général du Massachusetts de Boston entre 1966 et 1967 afin de produire des applications de gestion de bases des données multi-utilisateur. Il fut beaucoup utilisé dans le domaine de la santé mais également dans les systèmes d'informations du monde de la finance entre 1970 et 1980.

## Caractéristiques du langage
MUMPS est un langage conçu pour le développement l'application utilisatrice de base de données[pas clair], leur utilisation est ainsi transparente.[pourquoi ?] À l'origine[évasif], MUMPS est un langage interprété, il existe toutefois des moyens de compiler totalement ou partiellement le code[Lesquels ?].
Dans MUMPS, il n'y a qu'un seul type de donnée[Lequel ?] qui est ensuite interprété en chaîne de caractères, en entier ou en flottant selon le contexte. Il ne s'agit pas d'un langage faiblement typé mais bien d'un langage non typé ou plutôt mono-typé. Ainsi, MUMPS n'associe pas les types de données. De cette façon, un nombre peut-être traité comme une chaîne de caractères et une chaîne de caractères peut être traitée comme un nombre avec les opérateurs numériques.
Le typage est dynamique. Les variables ne sont pas déclarées, elles sont créées lors de leur première référence dans le code. Les commandes et fonctions principales ne sont pas sensibles à la casse. Par contre, le nom des variables et les labels le sont. Détail important, dans MUMPS, il n'y a pas de mot réservé : le code est interprété selon le contexte.